# Zimre Gyula
Zimre Gyula (Cinkota, 1907. október 31. – Kaposszekcső, 2001. augusztus) metodista lelkész.

## Tanulmányai
1923-ban fejezte be a polgári iskolát, majd az Elektromos Mérőműszerek gyárában lett tanuló. 1929-ben egy svájci prospektus alapján jelentkezett missziós iskolába. Bár ez elérhetetlennek tűnt számára, szeptemberben mégis megkezdhette tanulmányait. Egy éven át nyelvet tanult, majd négy éven keresztül végezte a teológiai szemináriumot a svájci St. Crischonában. 1934 júliusában avatták fel lelkésznek.

## Egyházi szolgálatai
A metodista egyházat Svájcban ismerte meg Dobos Jánoson keresztül, aki ugyanott készült a lelkészi szolgálatra. Zimre 1936-tól a kispesti német metodista gyülekezetben segédlelkészi és a Budakeszin működő Tábor Szanatóriumban gondnoki szolgálatot végzett. 1937-től a bevonuló Dobos János helyére került a Györkönyi Körzetbe. 1938-ban az országos ifjúsági egységesítése érdekében titkárrá választották Hecker Henrik lelkészt, aki mellett Zimre Gyula lett a helyettes titkár. 1940-ben John Louis Nuelsen és Melle Ottó püspökök szentelték fel diakónussá. Egy év múlva (1941. szeptember) a nyíregyházán tartott Évi Konferencián ugyancsak Melle püspök szentelte vénné, Tessényi Zoltánnal együtt.
Körzeti munkája idején Györkönyben és Nagyszékelyen minden szolgálat német nyelven folyt (bár az ifjúságban magyarul beszéltek). A németek kitelepítésekor Zimre Gyula búcsúztatta a györkönyi metodistákat, majd 1947-ben Kaposvári Körzetbe helyezték. Hatéves megszakítással (1959-1965 között Dombóváron szolgált) nyugdíjba meneteléig ebben a körzetben munkálkodott.
1982. október 31-én vasárnap, 75. születésnapján, reformáció ünnepén "élete reformációjáról" beszélt, majd néhány napon belül váratlanul agyérgörcs következtében lebénult. Negyvenhét aktív év után tizenkilenc "imádkozó" esztendő következett. 94 évesen hunyt el, 2001. augusztus 14-én vettek tőle végső búcsút a kaposvári temetőben.

## Család
Szülei Zimre József postaszolga és Duzmat Mária. 1937. augusztus 3-án Budapesten vette feleségül a Budakeszin szolgáló Mészáros Ilona diakonisszát, aki a következő év júniusában első gyermekük világra hozatala közben halt meg. 1939. április 13-án újraházasodott, az árván maradt kisfia Koch Teréz személyében kapott anyát.